# Coccoloba proctorii
Coccoloba proctorii är en slideväxtart som beskrevs av Howard. Coccoloba proctorii ingår i släktet Coccoloba och familjen slideväxter. Inga underarter finns listade i Catalogue of Life.